# توماس کوستا
توماس کوستا (انگلیسی: Tomás Costa؛ زادهٔ ۳۰ ژانویهٔ ۱۹۸۵) بازیکن فوتبال اهل آرژانتین است.
از باشگاه‌هایی که در آن بازی کرده‌است می‌توان به باشگاه فوتبال سی‌اف‌آر کلوژ، باشگاه فوتبال الیانزا لیما، باشگاه فوتبال پورتو، باشگاه فوتبال روساریو سنترال، و باشگاه فوتبال پنیارول اشاره کرد.